# Bercheux
Bercheux is een dorp in de Belgische provincie Luxemburg. Het ligt op het grondgebied van Juseret, een deelgemeente van de gemeente Vaux-sur-Sûre en telt ruim 300 inwoners.
Het dorp is gelegen langs de N85, de verbindingsweg tussen Bastenaken en Neufchâteau.

## Geschiedenis
Tot 1823 was Bercheux een zelfstandige gemeente waarin eveneens het dorp Juseret lag. In dat jaar werden de gemeenten Bercheux en Ébly samengevoegd en werd het centraler gelegen Juseret gekozen als hoofdplaats en naamgever van de nieuwe gemeente.
De parochie Bercheux, die toegewijd is aan Sint-Martinus, strekt zich uit over de dorpen Bercheux, Juseret en Lescheret. De parochiekerk dateert van 1876-1878. In 1906 werd in Juseret een hulpkerk opgericht die afhankelijk bleef van de parochie Bercheux.

## Sport
Voetbalclub RUS Bercheux was bij de KBVB aangesloten met stamnummer 4344 en speelde een aantal seizoenen in de nationale reeksen. Na het verdwijnen van de club in 2007 werd met FC Bercheux een nieuwe club opgericht met stamnummer 9510.
Deelgemeenten: Hompré · Juseret · Morhet · Nives · Sibret · Vaux-lez-Rosières

Overige dorpen en gehuchten: Assenois · Belleau · Bercheux · Chaumont · Chenogne · Clochimont · Cobreville · Grandru · Jodenville · La Barrière · Lavaselle · Lescheret · Mande-Sainte-Marie · Morhet-Station · Poisson-Moulin · Remichampagne · Remience · Remoiville · Rosières · Salvacourt · Sûre · Villeroux 

Belgische gemeenten · Arrondissement Neufchâteau · Luxemburg · Wallonië